# Monasterio de Bic
El Monasterio de Bic (en rumano: Mănăstirea Bic) es un monasterio ortodoxo rumano en Bic, Şimleu Silvaniei, en el país europeo de Rumania.
Desde 1997, en el interior monasterio de Bic, está la iglesia de madera de Stâna, construida en 1778 que es de planta rectangular con una nave y Pronave.